# Neoperla flexiscrotata
Neoperla flexiscrotata är en bäcksländeart som beskrevs av Du 2000. Neoperla flexiscrotata ingår i släktet Neoperla och familjen jättebäcksländor. Inga underarter finns listade i Catalogue of Life.